# The Luyas
The Luyas je americko-kanadská hudební skupina pocházející z Montrealu. Kapelu založili v roce 2006 manželé Jessie Stein, Pietro Amato (Arcade Fire) a Stefan Schneider (Bell Orchestra).

## Členové skupiny
- Jessie Stein - zpěvačk, Kytara, moodswinger
- Pietro Amato - Lesní roh
- Mathieu Charbonneau - Wurlitzer
- Sarah Neufeld - Housle (Arcade Fire)
- Stefan Schneider - Bicí, percusse

## Diskografie

### Studiová alba
- Faker Death, 2007, cd, re-release 2008, Pome Records
- Too Beautiful to Work, 2011, cd, Dead Oceans

### 7"
- Tiny Head/Spherical Mattress 7" 2009

### Video
- Views of Montreal: The Luyas, 2009, Vincent Moon